# Oh Mercy
Oh Mercy — двадцять шостий студійний альбом американського музиканта та автора пісень Боба Ділана, виданий 22 вересня 1989 року лейблом Columbia Records.

## Про альбом
Спродюсований Даніелем Лануа, альбом проголосили тріумфом Ділана після цілої серії робіт, які отримали в основному негативні відгуки. Oh Mercy став найкращим результатом музиканта в чартах за декілька років. У Billboard 200 альбом піднявся до 30-ї позиції, а у Великій Британії — до № 6.

## Список пісень
| Сторона 1 | Сторона 1                    | Сторона 1  |
| #         | Назва                        | Тривалість |
| --------- | ---------------------------- | ---------- |
| 1.        | «Political World»            | 3:43       |
| 2.        | «Where Teardrops Fall»       | 2:30       |
| 3.        | «Everything Is Broken»       | 3:12       |
| 4.        | «Ring Them Bells»            | 3:00       |
| 5.        | «Man in the Long Black Coat» | 4:30       |

| Сторона 2 | Сторона 2                | Сторона 2  |
| #         | Назва                    | Тривалість |
| --------- | ------------------------ | ---------- |
| 1.        | «Most of the Time»       | 5:02       |
| 2.        | «What Good Am I?»        | 4:45       |
| 3.        | «Disease of Conceit»     | 3:41       |
| 4.        | «What Was It You Wanted» | 5:02       |
| 5.        | «Shooting Star»          | 3:12       |